# The Afghan Whigs
The Afghan Whigs sono un gruppo musicale rock alternativo statunitense fondato a Cincinnati, Ohio, la notte di Halloween del 1986 dal cantante e chitarrista Greg Dulli e dal bassista John Curley.
Per alcune caratteristiche stilistiche il gruppo è stato spesso assimilato al genere grunge, pur includendo nel proprio sound elementi che rimandano addirittura alla black music. Il gruppo si è sciolto nel 2001, per poi riformarsi nel 2011.

## Storia del gruppo

### Gli inizi (1986-1992)
Gli Afghan Whigs si formarono durante la frequentazione dell'Università di Cincinnati di tre dei quattro membri del gruppo (Dulli, McCollum ed Earle). Dulli, che era nato e cresciuto ad Hamilton, sempre nell'Ohio, si trasferì a Cincinnati per studiare, e lì conobbe il chitarrista Rick McCollum ed il batterista Steve Earle (da non confondersi con l'omonimo cantante country rock Steve Earle). Il solo John Curley non frequentava l'università di Cincinnati, ma lavorava come fotografo per il giornale Cincinnati Enquirer. Dulli conobbe Curley durante la visita nell'appartamento di un suo amico. Curley continuò con la sua attività di fotografo per i primi anni successivi alla formazione del gruppo, ma quando gli impegni con il gruppo iniziarono ad aumentare, lasciò questa attività.
Il gruppo esordì nel 1988 con l'album autoprodotto Big Top Halloween; ottenuti consensi nell'ambiente underground, il disco viene sentito ed apprezzato dai capi della Sub Pop Records, che li scritturano per realizzare un singolo. Il contratto, invece, prevede fin da subito la realizzazione di un intero album, così il gruppo pubblica nel 1990 il secondo lavoro, Up in It. Alla realizzazione dell'album seguono due anni di intensiva attività dal vivo attraverso gli Stati Uniti e l'Europa.
Up in It insieme al successivo Congregation del 1992, contribuisce a rendere noto tra gli appassionati il nome degli Afghan Whigs, inserito dalla critica nella scena grunge, nonostante le evidenti e peculiari influenze soul, funk ed R&B nel suono del gruppo. Dopo che Congregation riceve numerose critiche positive, il gruppo inizia ad essere corteggiato dalle major. Con la Sub Pop realizzano sempre nel 1992 l'EP Uptown Avondale, composto da cover di stampo R&B di artisti quali Percy Sledge, le Supremes ed Al Green. Successivamente alla pubblicazione di questo EP, il gruppo firma un contratto con la Elektra Records.

### Il periodo major e lo scioglimento (1993-2001)
Tali influenze sono ancora più evidenti nei successivi album, Gentlemen del 1993, Black Love del 1996, e 1965 del 1998, i primi due pubblicati dalla major Elektra Records, il terzo dalla Columbia Records.
Gentlemen ottenne un buon successo, il singolo Debonair venne trasmesso ciclicamente da MTV, mentre l'album ottenne recensioni molto positive. Nonostante il successo dell'album, il gruppo non seppe cogliere l'attimo e rimase sempre allo stato di cult band. Nell'estate del 1994 il gruppo realizza l'EP What Jail is Like, al quale segue un tour negli Stati Uniti. Dopo il completamento di questo tour, il gruppo si concede una lunga pausa. L'anno successivo il batterista Steve Earle lascia il gruppo e viene sostituito da Paul Buchignani, proprio prima dell'ingresso del gruppo in studio per le sessioni di registrazione di Black Love. Nonostante anche questo album riceva delle buone recensioni, il gruppo continua a non sfondare nel grande giro. L'ultimo album, 1965 viene pubblicato nel 1998. Dopodiché, sia per problemi personali di alcuni componenti del gruppo, che a lungo avevano interferito con l'attività dello stesso, sia per problemi geografici, citati dal gruppo come vero motivo dello scioglimento (dato che i membri vivevano in stati diversi), nel febbraio del 2001 gli Afghan Whigs si sciolgono.

### Dopo lo scioglimento
Greg Dulli nel 1995 ha collaborato con Dave Grohl nella traccia X-Static dell'omonimo album d'esordio dei Foo Fighters e nel 1996 si è occupato come produttore della colonna sonora del film Beautiful Girls di Ted Demme. È attualmente chitarrista e cantante nei Twilight Singers e nei Gutter Twins (in compagnia di Mark Lanegan). Ha collaborato con il gruppo italiano Afterhours, unendosi spesso alla loro formazione durante le esibizioni dal vivo, co-producendo con Manuel Agnelli nel 2005 l'album Ballate per piccole iene e la sua versione in lingua inglese Ballads for Little Hyenas in cui canta insieme ad Agnelli nella cover di The Bed di Lou Reed.
John Curley  è membro degli Staggering Statistics. Rick McCollum è membro dei Moon Maan.

### Reunion
Dopo uno sporadico ritorno nel 2006 per registrare due nuovi pezzi destinati alla compilation "Unbreakable: A Retrospective 1990–2006", il 7 dicembre 2011 attraverso il loro sito ufficiale gli Afghan Whigs annunciano una serie di concerti in programma nel 2012. Il primo concerto della reunion si svolge il 23 maggio 2012 alla Bowery Ballroom di New York. Successivamente, il gruppo partecipò a numerosi festival musicali tra cui il Pinkpop Festival, l'edizione londinese dell'All Tomorrow's Parties e il Primavera Sound Festival di Barcellona e Porto. In giugno si esibirono per una serie di date italiane a Rho, Bologna e Roma, dove suonano dopo gli Afterhours.
Durante il 2012, il gruppo tornò in studio per registrare due cover: See and Don't See di Marie "Queenie" Lyons e Lovecrimes di Frank Ocean, entrambe in scaricamento gratuito sul sito ufficiale degli Afghan Whigs.
A gennaio del 2014 il gruppo annunciò l'uscita del nuovo album Do to the Beast, il primo dopo la riunione. Sempre nel 2014 il gruppo partecipò alla riedizione dell'album Hai paura del buio? degli Afterhours, collaborando al rifacimento del brano Male di miele.

## Formazione

### Formazione attuale
- Greg Dulli - voce e chitarra (1986-2001, 2006, 2011-presente)
- Rick McCollum - chitarra (1986-2001, 2006, 2011-presente)
- John Curley - basso (1986-2001, 2006, 2011-presente)

### Ex componenti
- Steve Earle - batteria (1986-1995)
- Paul Buchignani - batteria (1995-1998)
- Michael Horrigan - batteria (1998-2001)

## Discografia

### Album in studio
- 1988 - Big Top Halloween
- 1990 - Up in It
- 1992 - Congregation
- 1993 - Gentlemen
- 1996 - Black Love
- 1998 - 1965
- 2014 - Do to the Beast
- 2017 - In Spades
- 2022 - How Do You Burn?

### Raccolte
- 2007 - Unbreakable (A Retrospective)
- 2008 - Sub Pop 300

### EP
- 1992 - Uptown Avondale
- 1994 - What Jail is Like
- 1996 - Honky's Ladder
- 1996 - Bonnie & Clyde EP

### Singoli
- 1989 - I Am the Sticks
- 1990 - Sister Brother
- 1990 - Retarded
- 1991 - My World is Empty Without You
- 1992 - Turn on the Water
- 1992 - Conjure Me
- 1993 - Afghan Whigs/Ass Ponys split
- 1993 - Debonair/Gentlemen
- 1994 - The B-Sides/The Conversation
- 1994 - What Jail is Like 2
- 1994 - What Jail is Like
- 1996 - Honky's Ladder
- 1996 - Going to Town
- 1998 - Live At Howlin' Wolf
- 1998 - Somethin' Hot
- 1999 - 66
- 2012 - See and Don't See
- 2012 - Lovecrimes